# Saint-Georges-de-Livoye
Saint-Georges-de-Livoye – miejscowość i gmina we Francji, w regionie Normandia, w departamencie Manche.
Według danych na rok 1990 gminę zamieszkiwało 180 osób, a gęstość zaludnienia wynosiła 33 osoby/km² (wśród 1815 gmin Dolnej Normandii Saint-Georges-de-Livoye plasuje się na 706. miejscu pod względem liczby ludności, natomiast pod względem powierzchni na miejscu 845.).